# Wiżajny (gmina)
Wiżajny (do 1870 gmina Wizgury) – gmina wiejska w województwie podlaskim, w powiecie suwalskim, z siedzibą w Wiżajnach. W latach 1975–1998 w województwie suwalskim. Gminę zamieszkuje 2677 osób (30 czerwca 2008).

## Położenie
Gmina Wiżajny położona jest w północno-wschodniej Polsce, w województwie podlaskim. Od wschodu graniczy z gminą Rutka-Tartak, od północy z Litwą i Obwodem Królewieckim, a od południa z gminą Jeleniewo.

## Historia
Gmina Wiżajny znajduje się na obszarze dawnej Puszczy Mereckiej, pierwotnie zamieszkałej przez plemię Jaćwingów, którego ślady przetrwały w nazwach miejscowości, takich jak Sudawskie (pochodzące od Sudowów). Pierwsze wzmianki o ziemi jaćwieskiej Weyze, będącej wcześniejszą nazwą tego obszaru, pochodzą z 1253 roku, natomiast nazwa jeziora Wezezen pojawia się około 1385 roku. Przez Puszczę Merecką prowadziło kilka szlaków, przy których powstawały osady, a później także miasta, w tym szlak z Merecza do Puńska. Choć dokładna data założenia osady i miasta Wiżajny nie jest znana, to w dokumentach parafii Puńsk z 1606 roku wspomniano, że „droga wiodła obok miasta Wiżajny". Prawo magdeburskie zostało potwierdzone 11 maja 1693 roku i ponownie 14 lutego 1792 roku. Po zniszczeniach podczas wojen szwedzkich w 1659 roku zbudowano nowy kościół, a w 1661 roku założono szkołę. W latach 1824–1831 wzniesiono murowany kościół katolicki, przy którym znajduje się drewniana dzwonnica z XIX wieku. W 1870 roku Wiżajny utraciły prawa miejskie. Po odzyskaniu niepodległości w 1918 roku Wiżajny stały się siedzibą władz gminnych. W 1925 roku otwarto szkołę podstawową w Wiżajnach. W czasie II wojny światowej Wiżajny zostały zniszczone w 70 procentach. Istniejący dworek starościński spłonął podczas pożaru w 1963 roku.

## Struktura powierzchni
Gmina Wiżajny ma obszar 122,59 km² (2002), w tym:
- użytki rolne: 71%
- użytki leśne: 15%

Gmina stanowi 9,38% powierzchni powiatu.

## Klimat
Z powodu najniższych temperatur stycznia (−4 °C, −4,5 °C) i najniższych rocznych temperatur średnich jest to polski biegun zimna. Zima w okolicy Wiżajn jest długa i mroźna, nawet dwa–trzy razy dłuższa niż na zachodzie Polski. Najdłuższa zima, z 1928 roku, trwała w tej okolicy do czerwca. Śnieg pojawia się w Wiżajnach najczęściej w okolicach listopada i znika dopiero pod koniec marca. Lato jest przeważnie krótkie i upalne, gdyż w tym czasie przeważają wpływy kontynentalnych mas powietrza. Ekstremalne temperatury zanotowane na tym obszarze to +38 °C i −36 °C.

## Demografia

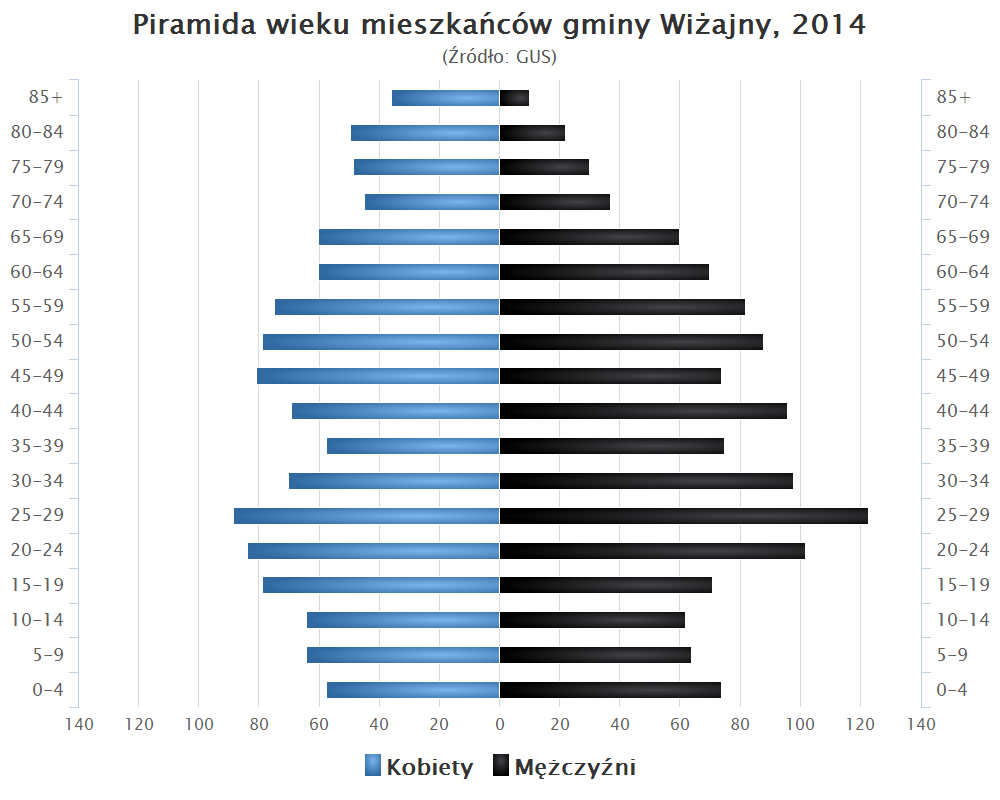
Piramida wieku mieszkańców gminy Wiżajny w 2014 roku

Dane z 30 czerwca 2008:
| Opis                              | Ogółem | Ogółem | Kobiety | Kobiety | Mężczyźni | Mężczyźni |
| --------------------------------- | ------ | ------ | ------- | ------- | --------- | --------- |
| jednostka                         | osób   | %      | osób    | %       | osób      | %         |
| populacja                         | 2677   | 100    | 1316    | 49,16   | 1361      | 50,84     |
| gęstość zaludnienia (mieszk./km²) | 21,84  | 21,84  | 10,73   | 10,73   | 11,10     | 11,10     |

## Sołectwa
Antosin, Bolcie, Burniszki, Dzierwany, Grzybina, Jegliniszki, Kamionka, Kłajpeda, Laskowskie, Leszkiemie, Ługiele, Makowszczyzna, Marianka, Maszutkinie, Mauda, Mierkinie, Okliny, Poplin, Rogożajny Małe, Rogożajny Wielkie, Soliny, Stankuny, Sudawskie, Sześciwłóki, Wiłkupie, Wiżajny, Wiżgóry, Wysokie.

## Pozostałe miejscowości
Cisówek, Dziadówek, Jaczne, Kłajpedka, Leszkiemie, Stara Hańcza, Stołupianka, Użmauda, Żelazkowizna.

## Zmiany granicy
1 stycznia 2010 z gminy Wiżajny został wyłączony obszar o powierzchni 11,054 km² obejmujący wsie Jodoziory, Kleszczówek, Polimonie i Smolniki. Tereny te zostały przyłączone do gminy Rutka-Tartak.

## Sąsiednie gminy
Sąsiednie gminy to Dubeninki, Jeleniewo, Przerośl, Rutka-Tartak. Gmina sąsiaduje z woj. warmińsko-mazurskim, Litwą i Rosją (zjawisko czwórstyku).